# IronPython
IronPython是一种以.NET框架和Mono实现的Python，由Jim Hugunin（同时也是Jython的创造者）创建。1.0版于2006年9月5日发布 （页面存档备份，存于）。
在随后的2007年，开发者決定改写构架，使用动态语言运行时让更多脚本語言能轻易移植到.NET Framework上。2008年，在微软发布.NET Framework 3.0/3.5、Silverlight之后，IronPython也发布了2.0版。2.7版於2011年3月發布，支援.NET Framework 4.0。目前IronPython3仍然在開發中，尚未有任何預覽版及穩定版，構建目標為.NET 4.5與.NET Core 2.0。